# Bjärklunda kyrka
Bjärklunda kyrka är en kyrkobyggnad som sedan 2006 tillhör Ardala församling (tidigare Härlunda församling) i Skara stift. Den ligger i västra delen av Skara kommun. 
Den byggdes 1781 för de två socknarna Bjärka och Härlunda och placerades vid sockengränsen på Härlundas sida.   

## Härlunda gamla kyrka
Härlunda kyrka, som var en medeltida absidkyrka, byggdes under första halvan av 1100-talet. Kyrkan var 16 meter lång och 8 meter bred och lär ha haft ett smalare kor som avslutats i en rundad absid. Invändigt var långhuset endast 8 meter långt och 4 meter brett. Några kilometer nordväst om kyrkan låg Herrtorps kvarn vid ån Flian. Härlunda kyrka låg i Skånings härad och revs i samband med att Bjärklunda kyrka byggdes. När ruinen utgrävdes 2005–2007 fann man en stor mängd mynt från medeltiden samt en brakteat med hög silverhalt präglad i Lödöse 1260. 58°19′44″N 13°24′31″Ö / 58.3288°N 13.4085°Ö

## Bjärka gamla kyrka
Bjärka kyrka (ibland Bjerka kyrka) byggdes under första halvan av 1100-talet. Kyrkan låg på Ore backar strax väster om Hornborgasjön och en dryg kilometer norr om Dagsnäs slott. Bjärka kyrka låg i Gudhems härad och revs i samband med att Bjärklunda kyrka byggdes. Ruinen blev utgrävd 1929. 58°17′44″N 13°29′25″Ö / 58.2956°N 13.4904°Ö

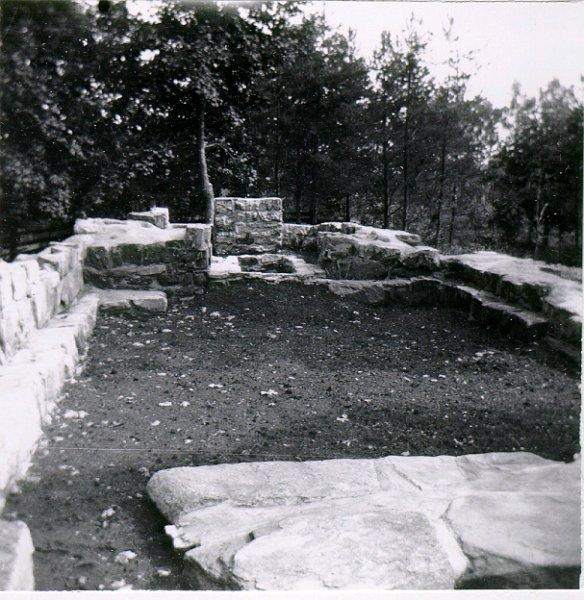
Bjärka, eller Bjärklunda kyrkplats 1930.
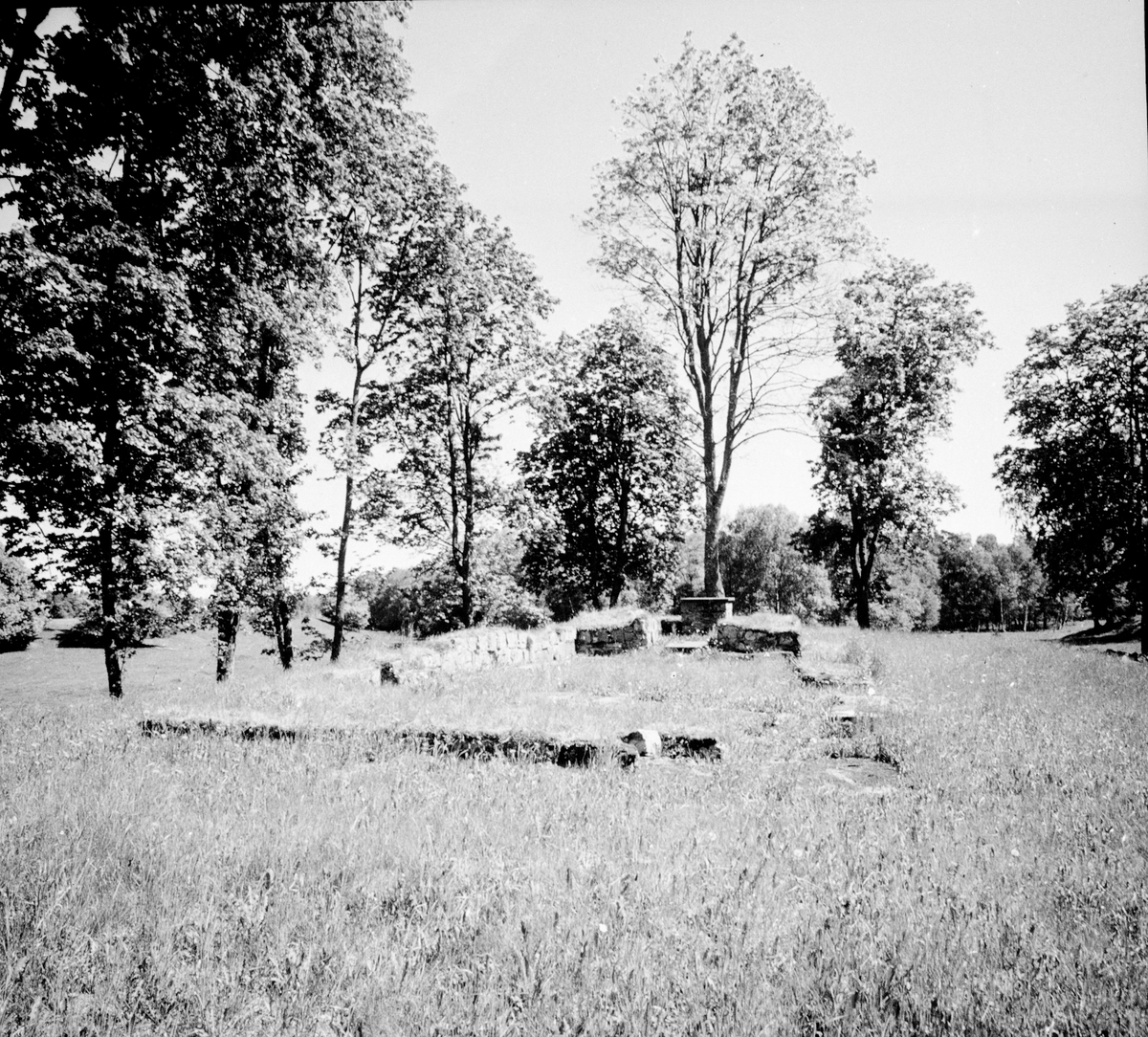
Bjärka kyrkplats

## Kyrkobyggnaden
Byggmästare var Sven Westman. De rivna kyrkorna i Bjärka och Härlunda användes som byggmaterial till den nya kyrkan. Namnet Bjärklunda antogs 1785. Vid en renovering 1859 byggdes sakristian och läktaren i koret revs. Tornet i granit tillkom 1862. Arkitekt var Ludwig Hawerman. Innertaket byttes ut och målades 1913 och år 1931 genomfördes en större restaurering

## Inventarier
- En altaruppsats anskaffades till kyrkans 100-årsjubileum, från konstgjuteriet Mayrische k. Hof i München. Det är en så kallad kalvariegrupp.
- Altartavlorna från de båda medeltidskyrkorna finns i kyrkan.
- Dopfunten i koret är från Härlunda kyrka och anses tillhöra den s.k. Bolumgruppen. Den är daterad till mitten av 1100-talet.[4] I vapenhuset står dopfunten från Bjärka kyrka och den är också från medeltiden.

### Klockor
Kyrkan har två medeltida klockor.
- Storklockan är senmedeltida och saknar inskrifter.
- Lillklockan är mera primitiv och har en inskrift som endast består av fem bokstäver av gotisk minuskeltyp.[5]

### Orgel
- Den gamla orgeln från 1873 var byggd av Erik Adolf Setterquist, Örebro och hade 5 stämmor. Den var byggd för Härlunda församling och invigdes söndagen 18 maj 1873.[6] Orgeln fick ett gott betyg.
- Den ersattes 1970 av ett instrument tillverkat av Smedmans Orgelbyggeri AB, Lidköping med elva stämmor fördelade på två manualer och pedal. Den ljudande fasaden är bibehållen från 1872 års orgel.[7] Orgeln är mekanisk.

| Huvudverk I    | Svällverk II      | Pedal      | Koppel |
| Rörflöjt 8'    | Gedackt 8´        | Subbas 16´ | I/P    |
| Principal 4'   | Rörflöjt 4'       | Oktava 4´  | II/P   |
| Waldflöjt 2'   | Principal 2'      |            | II/I   |
| Mixtur IV chor | Nasat 1 1/3'      |            |        |
|                | Oktava 1'         |            |        |
|                | Crescendosvällare |            |        |

## Bilder

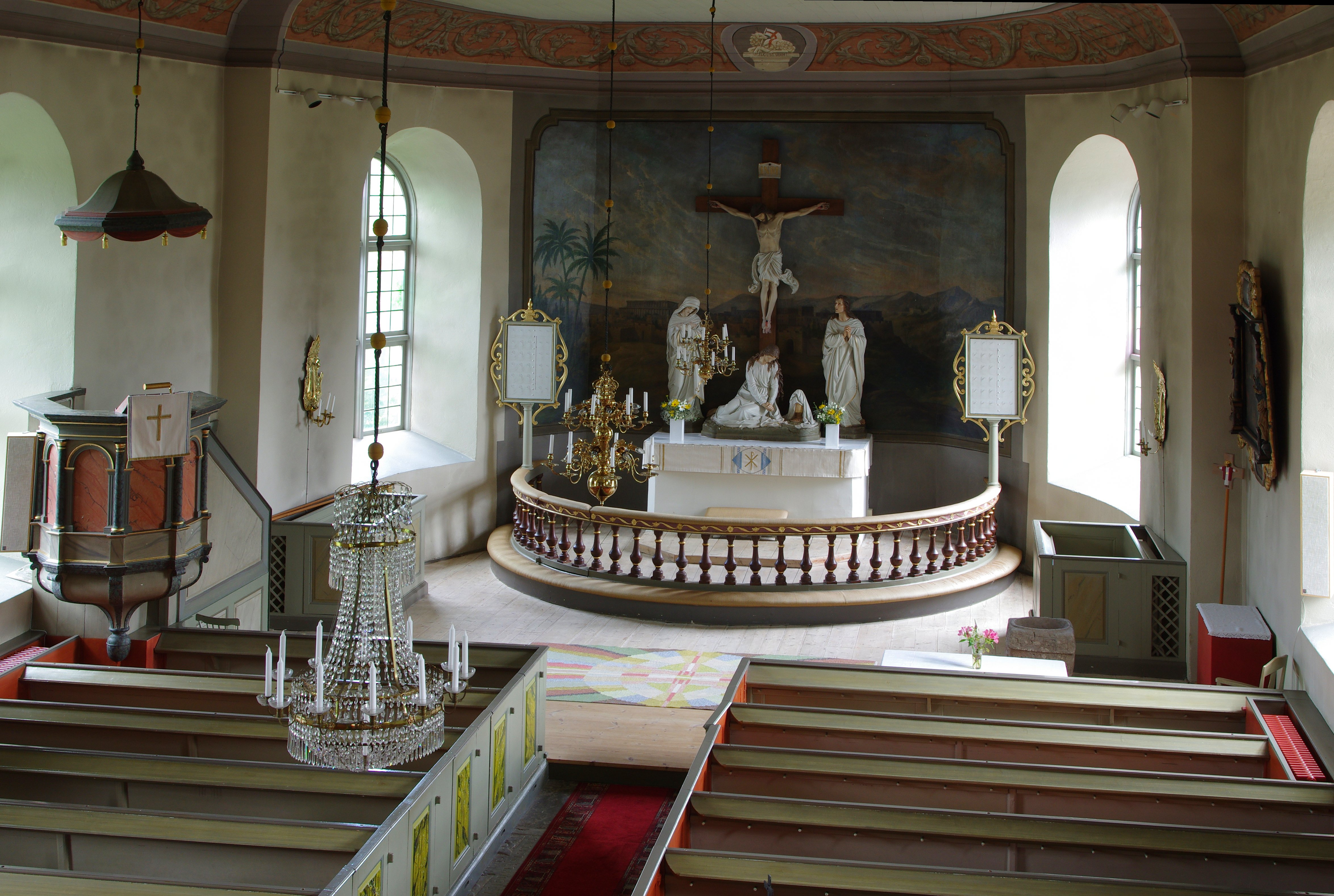
Interiör mot koret.
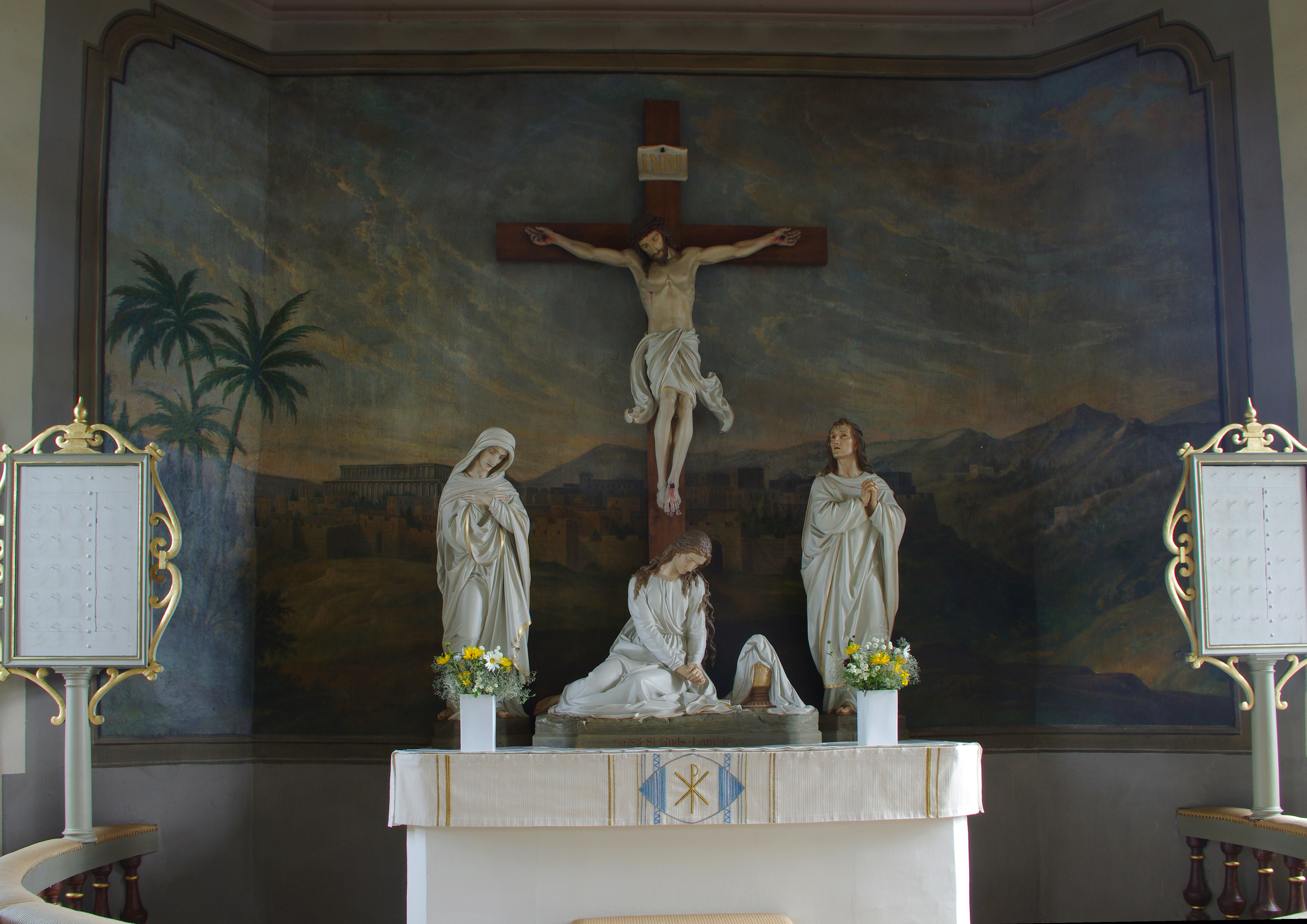
Altaret
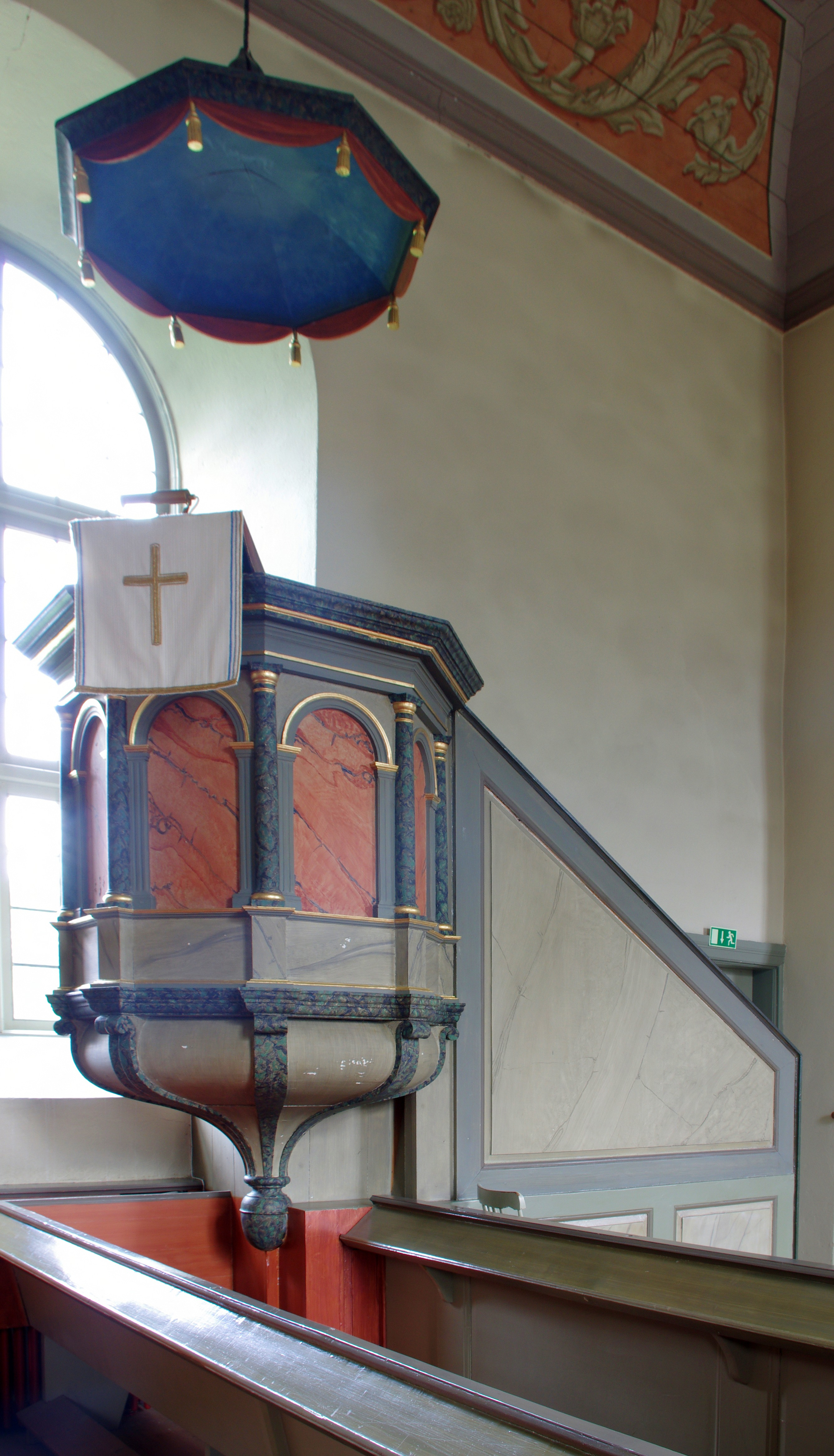
Predikstolen
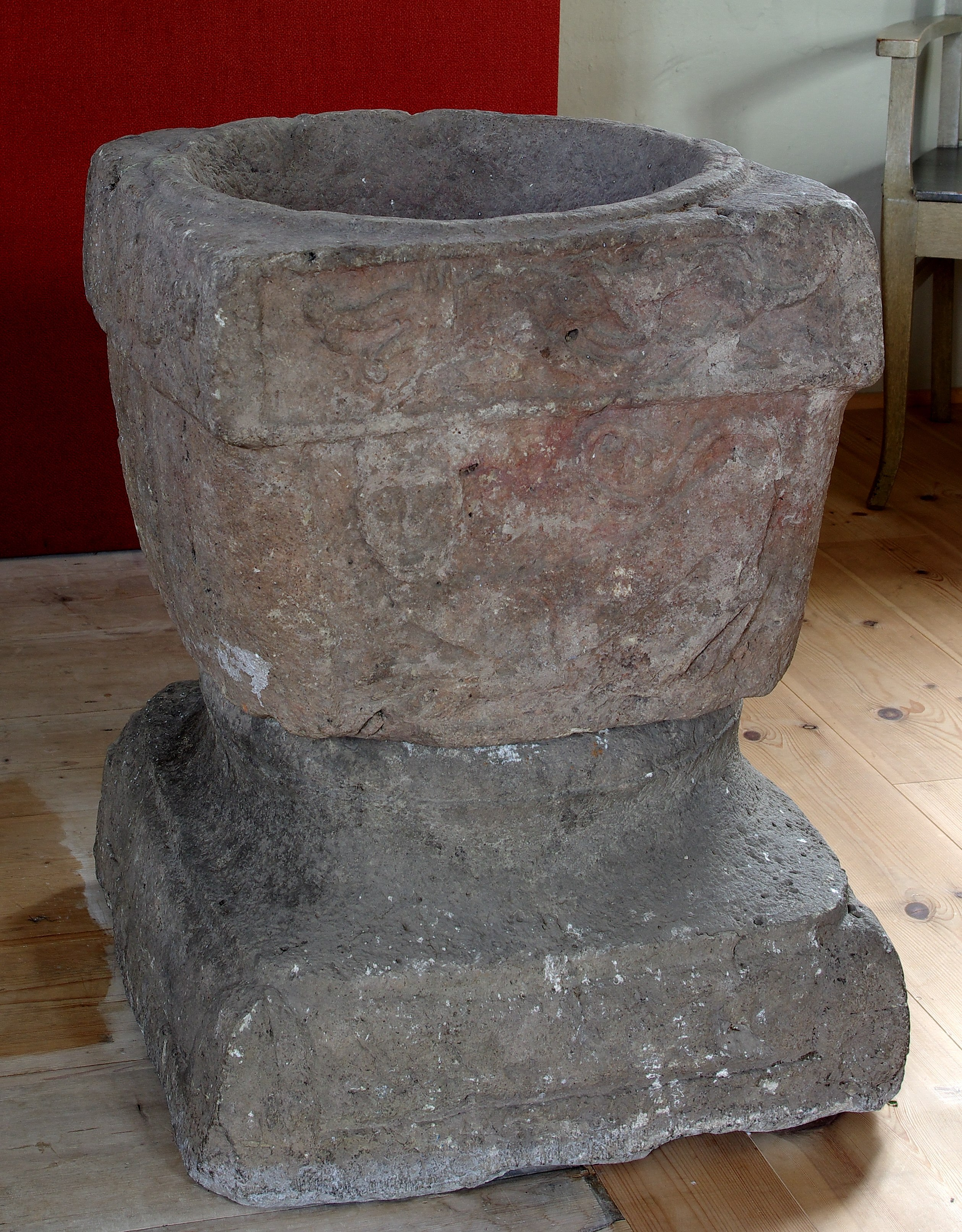
Dopfunten från Härlunda kyrka.
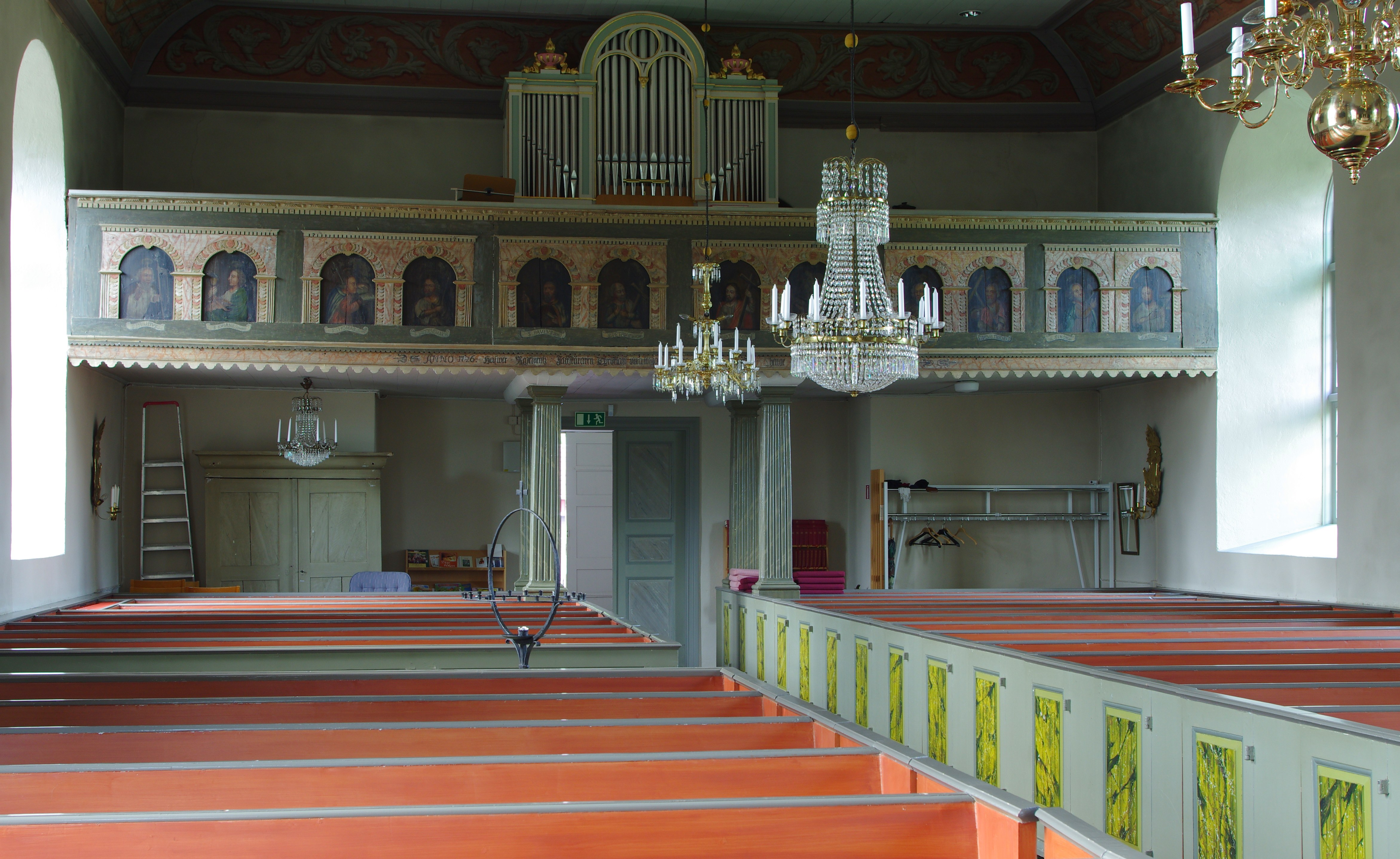
Orgelläktaren
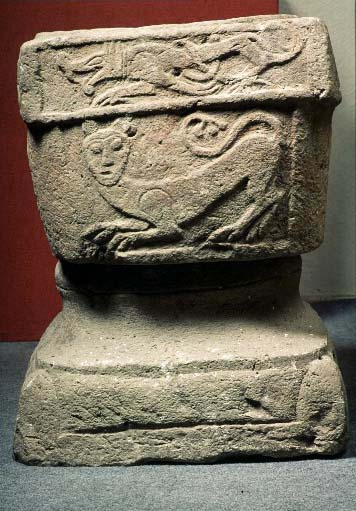
Dopfunten från Härlunda kyrka.